# José Belloni
Pour les articles homonymes, voir Belloni.
José Leoncio Belloni, né à Montevideo le 12 septembre 1882 et mort dans la même ville le 28 novembre 1965, est un sculpteur et médailleur uruguayen.

## Biographie
José Belloni est né à Montevideo en 1882. Sa famille est cependant retournée en Europe en 1890, et les Belloni s'installèrent à Lugano en Suisse. Il montra un intérêt précoce pour la sculpture et était chaperonné par Luis Vasseli. Il reçut une formation qui l'amena pour une courte période en Uruguay, en 1899. Plus tard, il s'inscrivit à l'Académie de Munich et participa à de nombreuses expositions à travers l'Europe.
De retour en Uruguay, Belloni devint instructeur au Comité pour l'encouragement des beaux-arts, et en 1914 il fut désigné pour succéder au peintre Carlos María Herrera en tant que directeur de cette institution. Belloni créa une sculpture en hommage à feu son prédécesseur, inaugurée la même année au Paseo del Prado de Montevideo. Cette commande en déclencha d'autres.
La première commande fut La Carreta (Le Chariot) de Belloni, une ode aux chars à bœufs omniprésents au XIXe siècle, et inauguré en 1919 dans un parc de la ville (de nos jours José Batlle y Ordoñez Park). Il fut suivi de La Música (1923), un monument à Guillaume Tell en 1931. Belloni a également contribué par de nombreux bronzes et bas-reliefs à l'Assemblée générale de l'Uruguay.
Ce sculpteur reconnu s'est également chargé de peintures à l'école d'architecture de l'Université de la République de Montevideo. Il continua à sculpter toute sa vie ; parmi les œuvres notoires de cette période figurent Nuevos rumbos (Nouvelles voies), une œuvre naturaliste surplombant Parque Rodó, ainsi qu'un monument dédié à la personnalité éponyme du parc, l'écrivain et juriste José Enrique Rodó. Belloni paracheva El Entrevero (La lutte) quasiment jusqu'à son décès en 1965. Il fut inauguré sur la Fabini Plaza, le long de l'avenue du 18 juillet, en 1967.

Œuvres de José Belloni
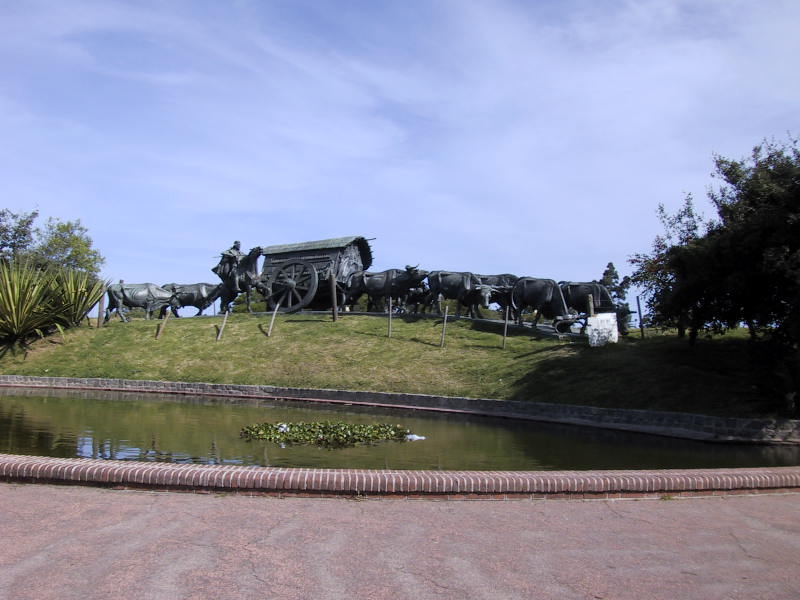
La Carreta (1919).
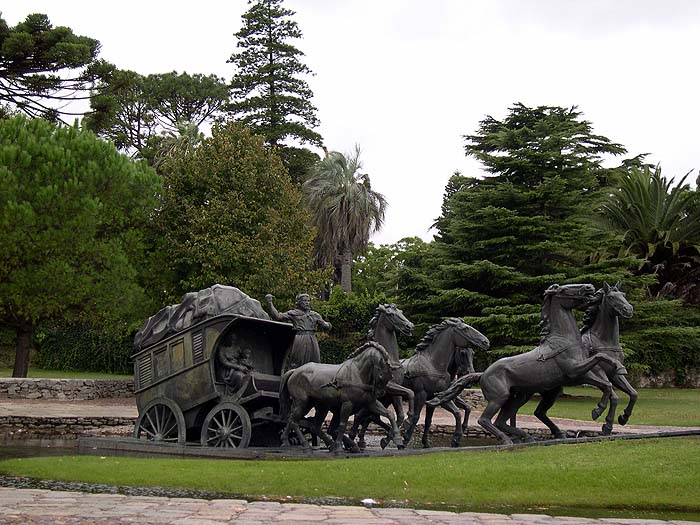
La Diligencia (1952).
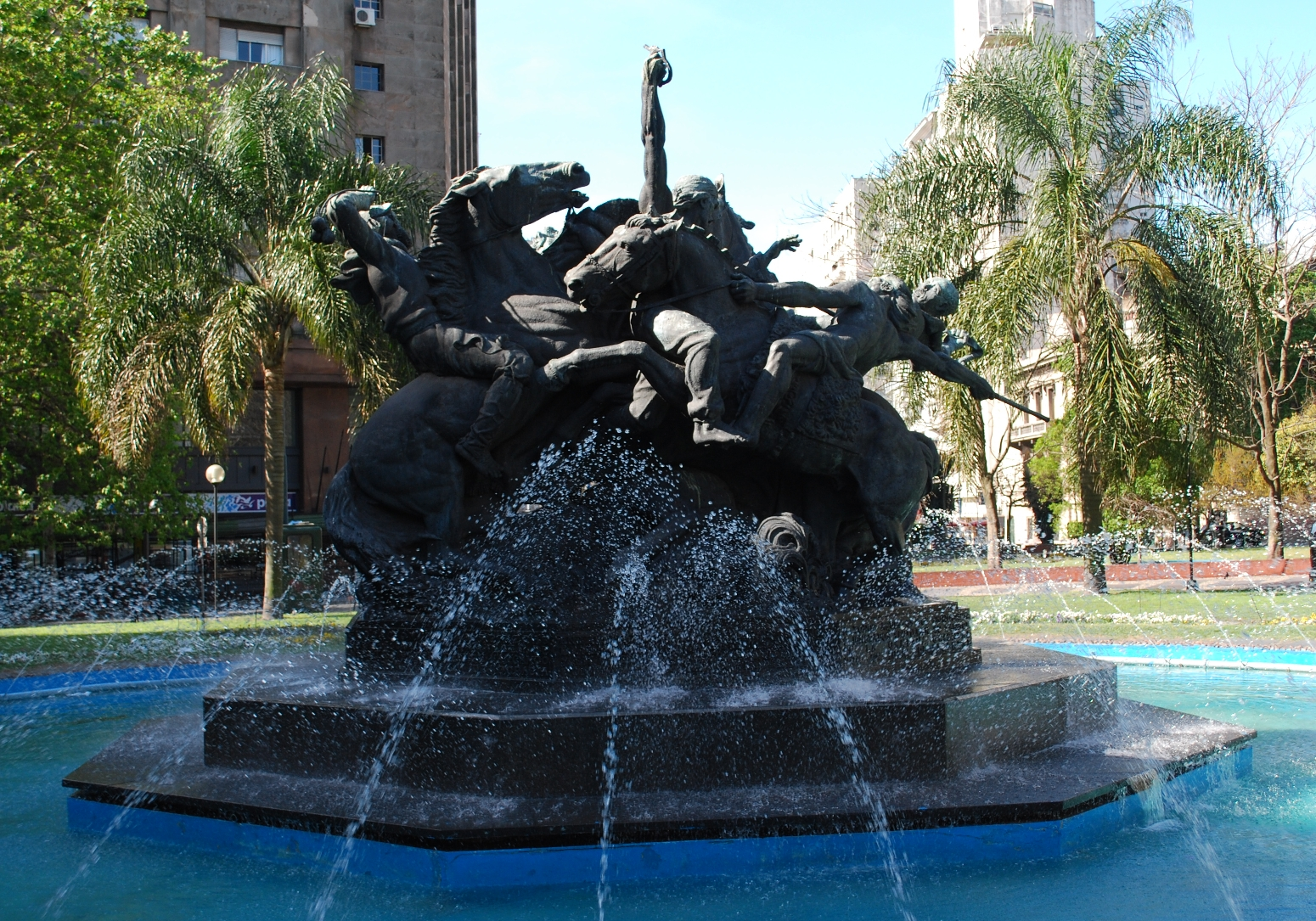
El Entrevero (1965).

## Médailles
- José Enrique Rodó, 1913.
- Primera Exposición Panamericana de Arquitectura. Montevideo, 1920.
- 25 aniversario Banco de la republica oriental del Uruguay, 1921.
- Inauguración del monumento a Artigas, Montevideo, 1923.
- Al Doctor José Martirene, sus admiradores, 1932.
- Inauguración del monumento al Barón de Mauá, 1943.
- II Congreso Panamericano de Oftalmoligia, Montevideo, 1945.
- Inauguración del Monumento a José Enrique Rodó, 1947, deux médailles.